# Luciano Montero

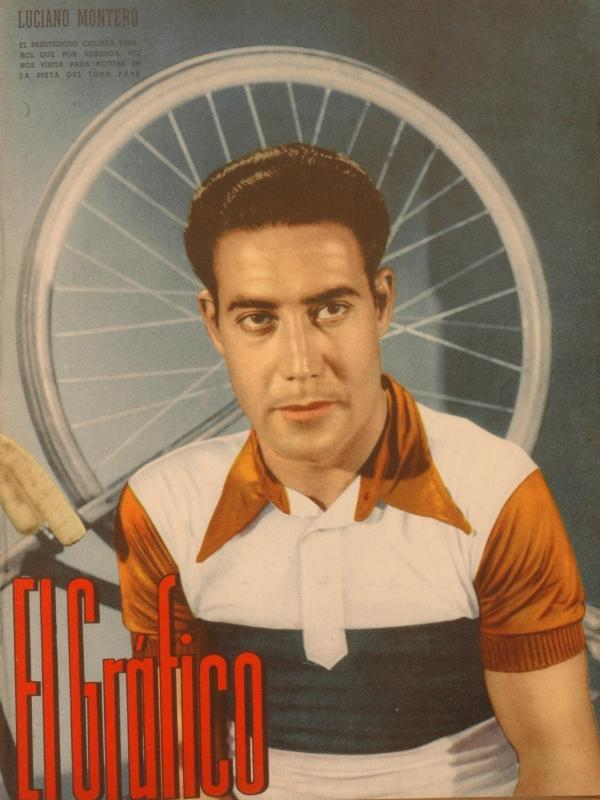
Luciano Montero 1940

Luciano Montero Hernández (* 16. April 1908 in Ordizia; † 1. August 1993 in Buenos Aires) war ein spanischer Radrennfahrer und nationaler Meister im Radsport.

## Sportliche Laufbahn
Montero war im Straßenradsport aktiv. Während des Spanischen Bürgerkrieges lebte er in Frankreich. 1941 übersiedelte er nach Argentinien. In beiden Ländern fuhr er Radrennen.
1926 wurde er Berufsfahrer im Radsportteam Real Unión Irún und blieb bis 1943 als Radprofi aktiv. 1929, 1932 und 1934 gewann er die nationale Meisterschaft im Straßenrennen der Profis. 1930, 1933, 1935 und 1936 wurde er jeweils hinter Mariano Cañardo Vize-Meister.
Weitere Siege holte er in den Rennen:
- Gran Premio Pascuas 1927 und 1928
- Prueba Loinaz 1929 bis 1931 und 1934
- Vuelta a Alava 1930
- GP Viscaya 1934
- Grand Prix de l’Écho d’Alger 1934
- Grand Prix de Marseille 1937 und 1938
- Bordeaux–Angoulême 1937

Insgesamt gewann er mehr als 40 Rennen. 1935 wurde er hinter Jean Aerts Zweiter im Profirennen der Straßenradsport-Weltmeisterschaften. Montero war der erste Spanier, der eine Medaille bei den Weltmeisterschaften gewinnen konnte. Im argentinischen Etappenrennen Clásica del Oeste-Doble Bragado kam er hinter Mario Mathieu 1940 auf den zweiten Rang.
Montero bestritt alle Grand Tours. In der Tour de France 1934 wurde er 30., im Giro d’Italia 1931 und in der Vuelta a España 1935 schied er aus.

## Familiäres
Sein Bruder Ricardo Montero war ebenfalls Radrennfahrer.